# Microporella fimbriata
Microporella fimbriata är en mossdjursart som beskrevs av Ryland och Hayward 1992. Microporella fimbriata ingår i släktet Microporella och familjen Microporellidae. Inga underarter finns listade i Catalogue of Life.